# هانس فون مات
هانس فون مات هو مؤرخ محلي ‏ ورائد أعمال وطبيب سويسري، ولد في 7 مايو 1899 في ستانس في سويسرا، وتوفي بنفس المكان في 8 نوفمبر 1985.

## وصلات خارجية
- هانس فون مات على موقع مونزينجر (الألمانية)